# Schollsche Fähre
Koordinaten: 51° 25′ 39″ N, 6° 52′ 37″ O

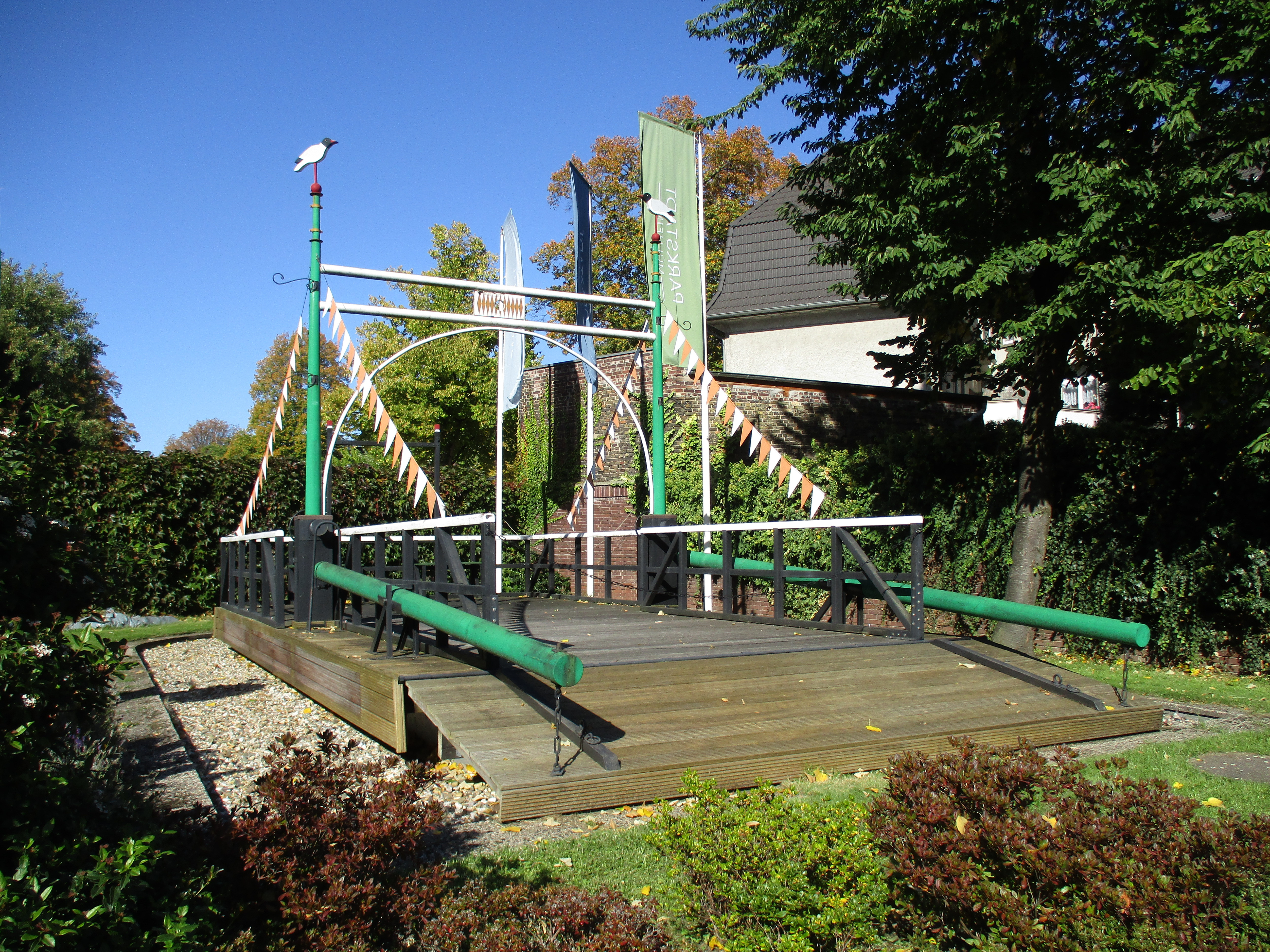
Nachbau der Schollschen Fähre auf dem ehemaligen Tengelmanngelände in Speldorf

Die Schollsche Fähre war bis 1844 die einzige Möglichkeit für eine Flussüberquerung zwischen Mülheim an der Ruhr und Broich. Namensgeber war Hermann Scholl, ein Vorfahre der Tengelmann-Gründerfamilie Schmitz-Scholl. Ab 1771 sicherte er sich durch einen Pachtvertrag mit den Herren von Broich die Fährrechte und hatte damit das Monopol für die Ruhrüberfahrt zwischen dem Ost- und Westufer inne. Die Fähre war 12 Meter lang, 4 Meter breit und konnte bis zu 20 Personen befördern. Mit Eröffnung der Kettenbrücke wurde der Fährbetrieb eingestellt.

## Geschichte

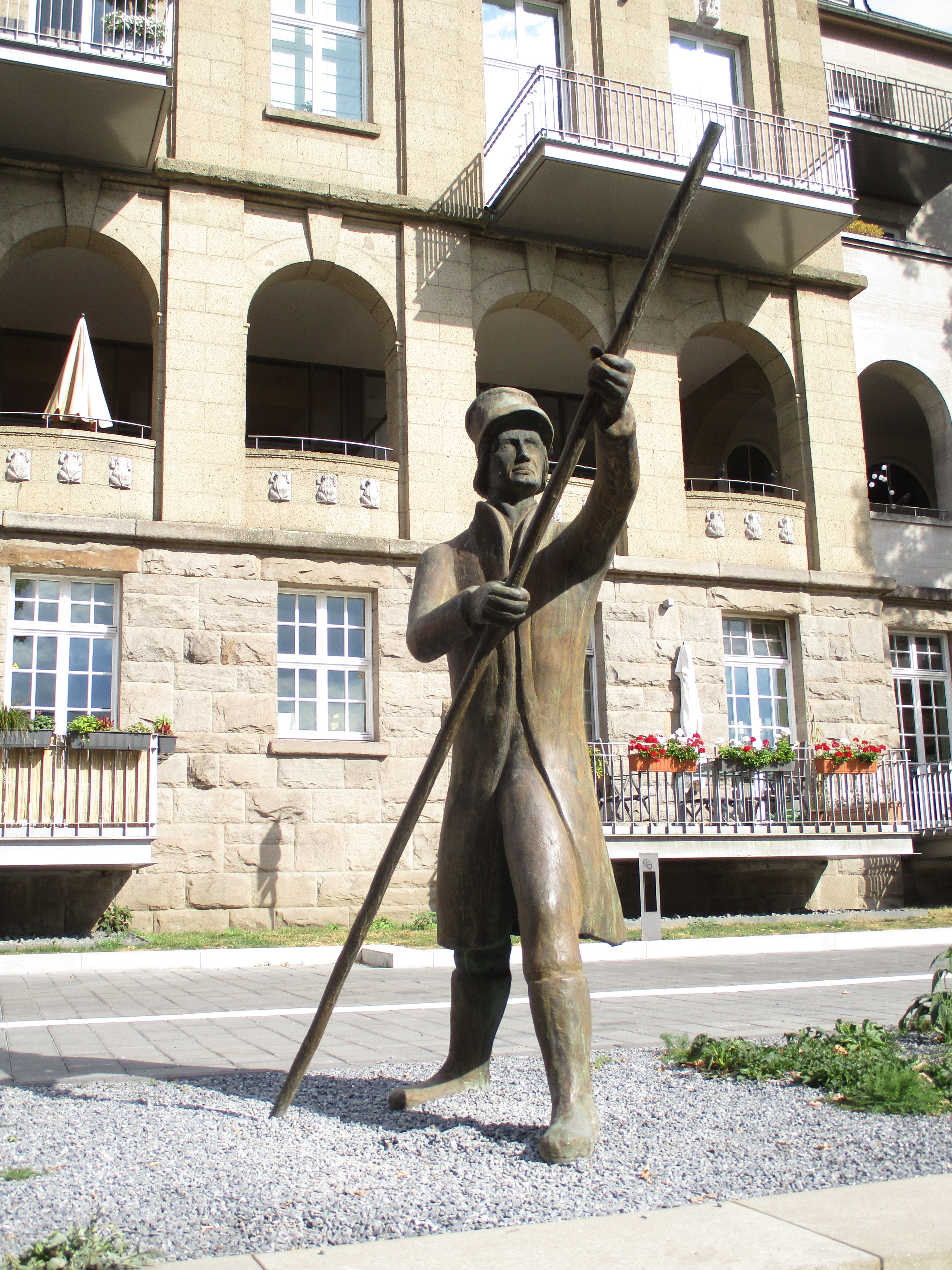
Der Fährmann Hermann Scholl an seinem neuen Standort am Stadthafen Mülheim

Erste Erwähnungen über eine Broicher Ruhrfähre gibt es schon seit 1408. Sie war die einzige regionale Verbindung, wollte man trockenen Fußes über die Ruhr. Die Überfahrt war allerdings sehr witterungsabhängig und bei Hochwasser oft über mehrere Wochen unmöglich. In die Stadtgeschichte ging die Schollsche Fähre im 18. Jahrhundert ein. Hermann Scholl ersteigerte sich 1771 die Fährrechte von den Herren von Schloss Broich und handelte sich bald darauf einen Rechtsstreit mit den Broicher Bauern ein.
Für eine Überfahrt verlangte der geschäftstüchtige Schiffer 15 Stüber. Wollte oder konnte man nicht bezahlen, verweigerte er die Überfahrt. Säumigen Fahrgästen gegenüber wurde er ruppig und nicht selten landete jemand bei einer Auseinandersetzung im Wasser. Die Broicher Bauern hatten natürlich was gegen diese „Piratenmethoden“. Als Eingesessene zahlten sie bereits per herrschaftlichen Dekret einmal jährlich zu Martini eine Überfahrtspauschale. Hermann Scholl bestand jedoch auf sein Gewohnheitsrecht. Dies führte schließlich zum „Fährgeldstreit“ und erst nach 13 Jahren Verhandlungen kam es zu einer Einigung. Die Broicher Bauern bekamen Recht und durften von nun an ohne weiteres Entgelt die Fähre nutzen. Hermann Scholl erhielt für seinen Fährbetrieb das Erbpachtrecht.
Bis 1827 führte Hermann Scholl und seine Nachkommen den Fährbetrieb aus. Mit der frühen Industrialisierung im 19. Jahrhundert nahm die Bevölkerungszahl und der Warenhandel so stark zu, dass die Kapazität der Schollschen Fähre nicht mehr mit dem Transport hinter her kam. Mit seinem Nachfolger, dem Bootsbauer Hermann Thielen, dem letzten Fährmann auf der Ruhr, wurde der Betrieb mit Eröffnung der Kettenbrücke 1844 beendet.
Zur Erinnerung an die Schollsche Fähre baute das THW das Schiff nach. Sie war eine der 60 Attraktionen der Mülheimer Festwoche 1974 und verkehrte zwischen Rathaus und Stadthallenufer. Ein weiterer Nachbau entstand 1999 als ABM für ein Tourismusprojekt. Die Fähre „Hermann Scholl“ pendelte zwischen der Anlegestelle am Kahlenberg und der Saarn-Mendener Ruhraue. 2008 musste der Betrieb aus Sicherheitsgründen eingestellt werden.

## Fährmann – hol über!
Zwischen dem Stadthafen und der Schlossbrücke steht seit 2022 die bronzene Statue eines Fährmanns am Ruhrufer. Sie stellt Hermann Scholl dar. Geschaffen wurde sie von der deutschen Bildhauerin Marianne Kiesselbach (1913 – 2005). Vorher zierte sie den Haupteingang der Schokoladenfabrik Wissoll in Speldorf. Der neue Eigentümer des Tengelmanngeländes Erwin Soravia schenkte die Statue der Stadt. Nun steht Hermann Scholl heute wieder an dem Platz seines früheren Wirkens. Bronzetafeln am Fundamentrahmen erzählen von der Familien- und Firmengeschichte.

## Sonstiges
Der Heimatdichter Chird Hardering schrieb 1953 das Theaterstück „Der Fährmann“ in mölmscher Mundart. Es handelt über den Fährgeldstreit zwischen Hermann Scholl und dem Landwirt Kaldenhofen.